# Grisy-Suisnes
Grisy-Suisnes è un comune francese di 2 393 abitanti situato nel dipartimento di Senna e Marna nella regione dell'Île-de-France.

## Società

### Evoluzione demografica
Abitanti censiti